# Liste der Baudenkmale in Undeloh
In der Liste der Baudenkmale in Undeloh sind alle Baudenkmale der niedersächsischen Gemeinde Undeloh aufgelistet. Die Quelle der  Baudenkmale ist der Denkmalatlas Niedersachsen. Der Stand der Liste ist der 4. Oktober 2020.

## Allgemein
In den Spalten befinden sich folgende Informationen:
- Lage: die Adresse des Baudenkmales und die geographischen Koordinaten. Kartenansicht, um Koordinaten zu setzen. In der Kartenansicht sind Baudenkmale ohne Koordinaten mit einem roten Marker dargestellt und können in der Karte gesetzt werden. Baudenkmale ohne Bild sind mit einem blauen Marker gekennzeichnet, Baudenkmale mit Bild mit einem grünen Marker.
- Bezeichnung: Bezeichnung des Baudenkmales
- Beschreibung: die Beschreibung des Baudenkmales. Unter § 3 Abs. 2 NDSchG werden Einzeldenkmale und unter § 3 Abs. 3 NDSchG Gruppen baulicher Anlagen und deren Bestandteile ausgewiesen.
- ID: die Objekt-ID des Baudenkmales
- Bild: ein Bild des Baudenkmales, ggf. zusätzlich mit einem Link zu weiteren Fotos des Baudenkmals im Medienarchiv Wikimedia Commons. Wenn man auf das Kamerasymbol klickt, können Fotos zu Baudenkmalen aus dieser Liste hochgeladen werden:

## Undeloh

### Gruppe: Hofanlage Zum Loh 5
Die Gruppe „Hofanlage Zum Loh 5“ hat die ID 32719841.

| Lage                                  | Bezeichnung              | Beschreibung | ID       | Bild |
| ------------------------------------- | ------------------------ | ------------ | -------- | ---- |
| Zum Loh 5 53° 11′ 55″ N, 9° 58′ 31″ O | Wohnhaus                 |              | 32731941 | BW   |
| Zum Loh 5 53° 11′ 54″ N, 9° 58′ 28″ O | Wohn-/Wirtschaftsgebäude |              | 32731514 | BW   |
| Zum Loh 5 53° 11′ 55″ N, 9° 58′ 26″ O | Stall                    |              | 32731535 | BW   |

### Gruppe: Kirche und Kirchhof Zur Dorfeiche
Die Gruppe „Kirche und Kirchhof Zur Dorfeiche“ hat die ID 32719851.

| Lage                                          | Bezeichnung | Beschreibung | ID       | Bild           |
| --------------------------------------------- | ----------- | --- | -------- | -------------- |
| Wilseder Straße 2 53° 11′ 49″ N, 9° 58′ 29″ O | Kirche      | Die evangelische Kirche St. Magdalenen Undeloh wurde bereits im Jahre 1198 genannt. Der Westteil der Kirche stammt aus dem Ende des 12. Jahrhunderts, der Ostteil wurde 1644 fertiggestellt. Nördlich der Kirche befindet sich ein Glockenstuhl, die Kirche selber hat keinen Turm. Die älteste Glocke ist datiert auf das Jahr 1490, Glockengiesser war Cort von der Heide. Im Inneren befindet sich ein Altarretabel aus dem Jahr 1656. Weiter befinden sich Heiligenstatuen aus der Zeit Ende des 15. Jahrhunderts in der Kirche. | 32731847 | Weitere Bilder |
| Wilseder Straße 2 53° 11′ 49″ N, 9° 58′ 29″ O | Kirchhof    | | 32731869 |                |

### Gruppe: Hofanlage Wilseder Straße 7
Die Gruppe „Hofanlage Wilseder Straße 7“ hat die ID 32719871.

| Lage                                          | Bezeichnung   | Beschreibung | ID       | Bild |
| --------------------------------------------- | ------------- | ------------ | -------- | ---- |
| Wilseder Straße 7 53° 11′ 45″ N, 9° 58′ 34″ O | Häuslingshaus |              | 32731919 | BW   |
| Wilseder Straße 7 53° 11′ 46″ N, 9° 58′ 33″ O | Schafstall    |              | 32731960 | BW   |

### Einzelbaudenkmale
| Lage                                          | Bezeichnung | Beschreibung | ID       | Bild |
| --------------------------------------------- | ----------- | ------------ | -------- | ---- |
| Wilseder Straße 3 53° 11′ 50″ N, 9° 58′ 36″ O | Bauernhaus  |              | 32731573 | BW   |

## Heimbuch

### Einzelbaudenkmale
| Lage                                  | Bezeichnung | Beschreibung | ID       | Bild |
| ------------------------------------- | ----------- | ------------ | -------- | ---- |
| Heimbuch 1 53° 11′ 2″ N, 9° 54′ 58″ O | Wohnhaus    |              | 32731612 | BW   |

## Wehlen

### Gruppe: Hofanlage Wehlen 3
Die Gruppe „Hofanlage Wehlen 3“ hat die ID 32719861.

| Lage                                 | Bezeichnung | Beschreibung | ID       | Bild |
| ------------------------------------ | ----------- | ------------ | -------- | ---- |
| Wehlen 3 53° 12′ 46″ N, 9° 52′ 41″ O | Bauernhaus  |              | 32731673 | BW   |
| Wehlen 3 53° 12′ 47″ N, 9° 52′ 42″ O | Backhaus    |              | 32732004 | BW   |
| Wehlen 3 53° 12′ 45″ N, 9° 52′ 41″ O | Speicher    |              | 32731982 | BW   |

### Einzelbaudenkmale
| Lage                                 | Bezeichnung     | Beschreibung | ID       | Bild |
| ------------------------------------ | --------------- | ------------ | -------- | ---- |
| Wehlen 2 53° 12′ 46″ N, 9° 52′ 51″ O | Stall           |              | 32731693 | BW   |
| Wehlen 4 53° 12′ 51″ N, 9° 52′ 41″ O | Speicher        |              | 32731734 | BW   |
| 53° 12′ 49″ N, 9° 52′ 43″ O          | Feldsteinstraße |              | 32731758 | BW   |
| Wehlen 1 53° 12′ 48″ N, 9° 52′ 33″ O | Göpelschauer    |              | 32732022 | BW   |

## Wesel

### Einzelbaudenkmale
| Lage                                              | Bezeichnung   | Beschreibung      | ID       | Bild |
| ------------------------------------------------- | ------------- | ----------------- | -------- | ---- |
| Zum Weselbach 53° 13′ 50″ N, 9° 55′ 2″ O          | Häuslingshaus |                   | 32731829 | BW   |
| Weseler Dorfstraße 22 53° 13′ 45″ N, 9° 55′ 6″ O  | Bauernhaus    |                   | 32731794 | BW   |
| Weseler Dorfstraße 22 53° 13′ 47″ N, 9° 55′ 10″ O | Backhaus      |                   | 32731812 | BW   |
| Am Höllenhoff 1 53° 13′ 44″ N, 9° 55′ 11″ O       | Backhaus      | Weseler Hexenhaus | 32732039 | BW   |